# Konzo
Konzo  är en förlamningssjukdom som uppträder i epidemiska utbrott i fattiga landsbygdsområden i Afrikas låginkomstländer. Den beskrevs först av G. Trolli 1938, som sammanfattade iakttagelser från åtta läkare som jobbade i Kwango-området i Belgiska Kongo (nuvarande Demokratiska Republiken Kongo). Konzo har uppträtt i epidemiska utbrott som har knutits till flera veckors nästan uteslutande konsumtion av otillräckligt behandlad «bitter» (cyanid-alstrande) maniok (kassava).

## Utbredning
Konzo har huvudsakligen rapporterats i utbrott bland kvinnor och barn i avlägsna rurala befolkningar i Östra och centrala Afrika, som  Demokratiska Republiken Kongo, Moçambique (där sjukdomen kallas  mantakassa), Tanzania och Centralafrikanska Republiken. Det första rapporterade utbrottet var i Bandundu-provinsen i nuvarande Kongo-Kinshasa 1936-1937 och det andra i Nampula-provinsen i norra Moçambique 1981. Vart och ett av dessa utbrott hade mer än 1000 fall. Det är vanligt att flera medlemmar i samma familj drabbas. Utbrott inträffar typiskt under torrtiden i familjer som lever i absolut fattigdom, som har levt på otillräckligt bearbetad maniok i veckor eller månader. Både mindre utbrott och sporadiska fall har rapporterats i alla länder nämnda ovan.

## Symtom
Förlamningen som kallas spastisk parapares innebär att benen drabbas mer än armarna och att musklerna har hög tonus eller spänning. Den uppträder plötsligt och är symmetrisk och permanent men den progredierar inte. En patient med typisk konzo står och går på tårna med styva ben och ofta med ankelklonus, det vill säga att fötterna vibrerar när man sätter i foten. Beroende på allvarlighetsgraden delas konzo in i tre kategorier: mild när individen kan gå utan stöd, moderat när individen behöver en eller två käppar för att gå och allvarlig när individen inte kan gå utan levande stöd.
Initialt upplever de flesta patienter en generell svaghet som gör att de blir sängliggande några dagar eller veckor innan de försöker att gå igen. Några upplever också att de ser suddigt och/eller har talsvårigheter, men dessa symtom går i allmänhet över utom hos de gravast drabbade. Spasticiteten uppträder momentant, utan initial fas av slapphet. Efter några veckor kan konstateras funktionell förbättring, men förlamningen blir livslång och väsentligen oförändrad över tid. Några patienter kan få en akut försämring, dvs en plötslig och permanent försämring av förlamningen. Sådana episoder kan tolkas som en «andra attack» av förlamningen.
Allvarlighetsgraden varierar från endast en hyperreflexi i de nedre extremiteterna till en patient som är gravt handikappad och sängbunden med en spastisk para/tetrapares, svaghet i bål och armar, ögonrörelserubbningar, motoriska talsvårigheter och eventuellt en synnedsättning. Även om allvarlighetsgraden varierar från patient till patient så är alltid de motorneuroner med längst axoner drabbade i högre grad än de med kortare axon. Det innebär att en patient med motoriska talsvårigheter alltid har grava symtom i både armar och ben. 
Nyligen har man beskrivit de neuropsykologiska effekterna av konzo hos patienter från Kongo-Kinshasa.

## Diagnos
WHO använder följande tre kriterier för diagnos av konzo: 
- en synlig symmetrisk spastisk gångabnormitet vid gång eller löpning;
- en hastig sjukdomsdebut (mindre än en vecka) följt av ett icke-progredierande förlopp hos en tidigare frisk person;
- bilateralt stegrade knä eller ankel reflexer utan tecken på spinalskada.

Beroende på allvarlighetsgraden delas konzo in i tre kategorier: ”mild” när individen kan gå utan stöd, ”moderat” när individen behöver en eller två käppar för att gå och ”allvarlig” när individen inte kan gå utan levande stöd.

## Orsak
Konzoutbrott har endast beskrivits hos extremt fattiga kvinnor och barn i avlägsna landsbygdsområden som har ett jordbruk dominerat av maniok (kassava) och under perioder när befolkningen inte har haft tid att avgifta rötterna på grund av torka eller matbrist av annan orsak.
Rötterna innehåller ett naturligt ämne som heter linamarin och som kan frige blåsyra vars kemiska namn är vätecyanid. Vid normal behandling genom rötning eller långvarig torkning frigörs blåsyran innan rötterna mals till mjöl som används för att tillaga gröt. Förlamningen orsakas av en plötsligt uppträdande och bestående skada på den övre motorneuronen. Detta leder till en liksidig spastisk förlamning av bägge benen och i allvarliga fall även av armar och talmuskler.
Epidemiologiska studier i Moçambique, Tanzania och Kongo-Kinshasa har visat ett samband mellan högt intag av cyanid från dåligt avgiftade maniokrötter och samtidigt lågt intag av protein med svavelhaltiga aminosyror som krävs för avgiftning av cyanid.

## Behandling och prognos
Man har inte hittat någon specifik behandling mot konzo men man har sett att många patienter har god nytta av rehabiliteringsinsatser som träning och anpassade gånghjälpmedel såsom enkla kryckor. I Centralafrikanska republiken har några barn behandlats operativt med förlängning av akillessenan och detta har haft en gynnsam inverkan på felställningen i foten men effekten på lång sikt är inte beskriven. 

## Förebyggande åtgärder
Det har föreslagits att konzo skulle kunna förebyggas genom att de berörda befolkningarna råds till att byta till odling av söta ogiftiga manioksorter ("söta") kultivarer av maniok. Studier har visat att de maniok-odlande befolkningarna föredrar att odla giftiga ("bittra") kultivarer av maniok. Bitterheten och det därmed associerade giftet skyddar växten från angrepp av vilda djur och tjuvar. För att förebygga konzo måste man fokusera på att återställa maniokberedningen och matsäkerheten i befolkningen. Det är viktigt att poängtera att sjukdomen inte är smittsam, för att undvika felaktiga isoleringsåtgärder som eventuellt kan förvärra näringstillståndet i de fattiga befolkningar som drabbats av et konzo.
Dr Howard Bradbury, australiensisk växtkemist från the School of Botany and Zoology at the Australian National University in Canberra, har föreslagit bruket av enkel ny beredningsmetod för att avgifta maniokmjöl   Det återstår att visa om den fungerar i praktiken under de extremt fattiga omständigheter som konzo uppträder.

## Etymologi
Namnet konzo betyder "bundna ben" på Yakaspråket i sydvästra Bandundu, och var den benämning den först drabbade befolkningen i Bandunduregionen i nuvarande Kongo-Kinshasa gav sjukdomen när den drabbade dem på 1930-talet. Det blev den medicinska benämningen för sjukdomen 1990 när den första epidemin i Tanzania rapporterades i den vetenskapliga tidskriften "Brain" av Hans Rosling och kollegor. Namnet beskriver den typiska spastiska gången hos de drabbade.

## Liknande sjukdomar
De kliniska symtomen är slående lika dem som ses vid lathyrism och också lika dem som ses vid HTLV-I associerad myelopati (HAM) även kallad tropisk spastisk parapares (TSP), och en annan sjukdom kallad hereditär spastisk parapares (HSP). Enda skillnaden är att två sistnämnda har en smygande debut senare i livet.
Däremot är konzo mycket olikt polio som karaktäriseras av en slapp pares och som oftast är asymmetrisk i sin utbredning (höger och vänster sida drabbas olika mycket). 